# The Simpsons: Bart & the Beanstalk
Simpsons: Bart & the Beanstalk är ett plattformsspel som lanserades 1994 för Game Boy. Spelet utvecklades av Software Creations och publicerades av Acclaim Entertainment. Spelet är baserat på TV-serien Simpsons och är en parodi på Jack och Bönstjälken. I spelet växer en stor bönstjälk utanför familjen Simpsons hus och spelaren kontrollerar Bart Simpson. I spelet klättrar Bart upp för bönstjälken och kommer för varje nivå högra upp.

## Handling och gameplay
I spelet går Bart Simpson till marknaden för att sälja familjens ko och träffar på Mr. Burns som byter ut den mot frön och en slangbella. När Bart kommer hem äter hans far, Homer upp fröna men tappar en som hamnar i marken och börja växa. Bart börjar klättra upp till toppen.  I spelet medverkar också fler karaktär från TV-serien.
The Simpsons: Bart & the Beanstalk är ett sidscrollande plattformsspel,  för singelplayer. Nivåerna i spelet heter, "Up the Beanstalk", "Outside the Castle", "The Giant's Cupboard", "Soup Du Jour", "The Giant's Room", "Escape from the Castle" och "Down the Beanstalk". För att klara nivån måste Bart plocka upp ett antal guldmynt. På varje nivå träffar Bart på fienden som han attackerar med sin slangbella. Han kan även hitta dynamiter som spränger ett större antal. I spelet är fienderna otäcka skalbaggar, bålgetingar, flugor, ankor, råttor och eldflugor och ett antal bossar.

## Utveckling och release
Spelet är utvecklat av Software Creations och publicerad av Acclaim. Musiken gjordes av Joe Smith. Spelet släpptes i februari 1994 i USA för Game Boy, och i Japan den 30 september samma år.